# Artelida nobilitata
Artelida nobilitata là một loài bọ cánh cứng trong họ Cerambycidae.